# Denis Dmitriev
Pour les articles homonymes, voir Dmitriev.
Denis Sergueïevitch Dmitriev (en russe : Денис Сергеевич Дмитриев ; né le 23 mars 1986) est un coureur cycliste russe. Spécialiste de la vitesse sur piste, il a remporté le championnat du monde de cette discipline en 2017 ainsi que le championnat d'Europe en 2010, 2012 et 2013.

## Biographie
En 2003, chez les juniors (17/18 ans), Denis Dmitriev est à domicile vice-champion d'Europe, ainsi que vice-champion du monde de vitesse par équipes. L'année suivante, pour sa deuxième année junior, il remporte son premier titre international et devient champion d'Europe de vitesse par équipes, associé à Stoyan Vasev et Mikhail Shikhalev. En 2008, il est de champion d'Europe de vitesse par équipes espoirs (moins de 23 ans), en collaboration avec Vasev et Pavel Yakushevskiy. Il participe aux Jeux olympiques de Pékin en vitesse et vitesse par équipes.
Il crée la surprise en 2010, en devenant champion d'Europe de vitesse, face au Français Kévin Sireau, champion du monde de vitesse par équipes en 2008 et plusieurs fois vice-champion du monde. Dmitriev répète ce succès en 2012 et 2013. Aux Jeux olympiques de Londres en 2012, il se classe à la septième place de la vitesse par équipes, en collaboration avec Sergei Kucherov et Sergei Borisov, et cinquième de la vitesse individuelle. Lors de la Coupe du monde sur piste 2012-2013, il remporte le classement général de la vitesse.
Entre 2013 et 2016, lors des mondiaux sur piste, il monte à quatre reprises sur le podium de la vitesse individuelle, la discipline reine de la piste (deux médailles d'argent et deux médailles de bronze). En 2016, il est sélectionné pour participer aux Jeux olympiques de Rio de Janeiro, où il décroche la médaille de bronze de la vitesse individuelle et se classe 13e du keirin.
Le 15 avril 2017, il devient champion du monde de vitesse individuelle. Cela fait lui le premier coureur masculin russe à remporter une médaille d'or aux mondiaux sur piste dans une discipline individuelle. Sergueï Kopylov avait été sacré en 1982, soit trente-cinq ans plus tôt, sous la bannière soviétique. La même année, il remporte trois manches de Coupe du monde et médaillé de bronze la vitesse aux championnats d'Europe.
En 2019, il remporte le bronze de la vitesse par équipes aux mondiaux, avec Alexander Sharapov et Pavel Yakushevskiy et sur le keirin et la vitesse des Jeux européens en keirin et sprint. Il est également vice-champion d'Europe de keirin.
Lors des championnats d'Europe 2020, il est médaillé d'or de la vitesse par équipes et médaillé d'argent du keirin et de la vitesse. En août 2021, il participe à ses quatrièmes Jeux olympiques et se classe 4e de la vitesse individuelle, 6e de la vitesse par équipes et 16e du keirin. Il est forfait sur blessure pour les mondiaux disputés deux mois après les Jeux olympiques.
Après l'expulsion de toutes compétitions des athlètes russes à la suite de l'invasion de l'Ukraine par la Russie, Dmitriev « sert de partenaire d’entraînement » à l'équipe nationale chinoise de cyclisme sur piste. Au cours de l'année 2023, il est nommé entraineur des pistards chinois avec Theo Bos.

## Palmarès

### Jeux olympiques
- Pékin 2008
  - 12e de la vitesse par équipes
  - 18e de la vitesse individuelle
- Londres 2012
  - 5e de la vitesse individuelle
  - 7e de la vitesse par équipes
- Rio 2016
  -  Médaillé de bronze de la vitesse individuelle
  - 13e du keirin
- Tokyo 2020
  - 4e de la vitesse individuelle
  - 6e de la vitesse par équipes
  - 16e du keirin

### Championnats du monde
| Édition / Épreuve              | Keirin | Vitesse individuelle | Vitesse par équipes |
| Moscou 2003 (juniors)          |        |                      | Argent              |
| Palma 2007                     | 21e    | 25e                  | 10e                 |
| Manchester 2008                |        | 37e                  |                     |
| Pruszkow 2009                  |        | 25e                  |                     |
| Copenhague 2010                |        | 22e                  | 6e                  |
| Apeldoorn 2011                 |        | 21e                  | 5e                  |
| Melbourne 2012                 |        | 30e                  | 6e                  |
| Minsk 2013                     |        | Argent               | 5e                  |
| Cali 2014                      |        | Bronze               | 4e                  |
| Saint-Quentin-en-Yvelines 2015 | 13e    | Argent               | 4e                  |
| Londres 2016                   |        | Bronze               | 7e                  |
| Hong Kong 2017                 |        | Or                   |                     |
| Apeldoorn 2018                 |        | 6e                   |                     |
| Pruszków 2019                  |        | 5e                   | Bronze              |
| Berlin 2020                    | 13e    | 9e                   | 5e                  |

### Coupe du monde
- 2010-2011
  - 2e de la vitesse par équipes à Pékin
- 2011-2012
  - 1er de la vitesse par équipes à Pékin (avec Sergey Kucherov et Sergey Borisov)
  - 2e de la vitesse à Astana
  - 3e de la vitesse à Pékin
- 2012-2013
  - Classement général de la vitesse
  - 1er de la vitesse à Aguascalientes
  - 3e de la vitesse à Glasgow
- 2013-2014
  - 2e de la vitesse par équipes à Manchester
- 2014-2015
  - 1er de la vitesse à Cali
- 2015-2016
  - 1er de la vitesse à Cali
  - 3e de la vitesse par équipes à Hong Kong
- 2016-2017
  - 1er de la vitesse à Cali
  - 1er de la vitesse à Los Angeles
- 2017-2018
  - 1er de la vitesse par équipes à Santiago (avec Shane Perkins et Pavel Yakushevskiy)
- 2018-2019
  - 3e de la vitesse par équipes à Saint-Quentin-en-Yvelines
- 2019-2020
  - 2e du keirin à Minsk
  - 3e du keirin à Glasgow

### Championnats d'Europe
| Édition / Épreuve          | Keirin | Vitesse individuelle | Vitesse par équipes                           |
| Moscou 2003 (juniors)      |        |                      | Argent                                        |
| Valence 2004 (juniors)     |        |                      | Or (avec Stoyan Vasev et Mikhail Shikhalev)   |
| Fiorenzuola 2005 (espoirs) |        | 7e                   |                                               |
| Athènes 2006 (espoirs)     |        | 6e                   | Bronze                                        |
| Pruszkow 2008 (espoirs)    |        | 6e                   | Or (avec Stoyan Vasev et Pavel Yakushevskiy)  |
| Pruszkow 2010              |        | Or                   |                                               |
| Apeldoorn 2011             |        | Bronze               |                                               |
| Panevėžys 2012             | Bronze | Or                   |                                               |
| Apeldoorn 2013             | 5e     | Or                   | Bronze                                        |
| Baie-Mahault 2014          | Bronze | 5e                   | Bronze                                        |
| Granges 2015               | Bronze | 5e                   |                                               |
| Berlin 2017                | 5e     | Bronze               | 4e                                            |
| Glasgow 2018               |        | 6e                   | 5e                                            |
| Apeldoorn 2019             | Argent | 4e                   | 5e                                            |
| Plovdiv 2020               | Argent | Argent               | Or (avec Yakushevskiy, Gladyshev et Sharapov) |

### Jeux européens
| Édition / Épreuve | Keirin | Vitesse individuelle |
| Minsk 2019        | Bronze | Bronze               |

### Championnats nationaux
- 2018
  -  Champion de Russie de vitesse
  -  Champion de Russie de vitesse par équipes (avec Aleksander Sharapov et Shane Perkins)
- 2019
  -  Champion de Russie du keirin
- 2020
  -  Champion de Russie de vitesse
- 2021
  -  Champion de Russie de vitesse par équipes
- 2022
  - 2e du keirin
  - 2e de la vitesse par équipes

### Autres
- 2011
  -  Médaillé d'or de la vitesse à l'Universiade d'été